# Babička Evropy
Přízvisko babička Evropy je přisuzováno různým ženám, především ženám panovnicím, které jsou předky mnoha členů evropské šlechty a evropských královských rodin, jakož i ženám, které významně přispěly k rozvoji Evropy.

## Šlechta
- Eleonora Akvitánská (1122–1204) byla v letech 1137 až 1152 královnou manželkou Francie, poté v letech 1154 až 1189 Anglie. Přízvisko získala, protože její potomci patří do královských rodin v Anglii, Francii, Dánsku, Kastilii a na Sicílii.
- Éléonore Desmier d'Olbreuse (1639–1722) byla manželkou vévody Jiřího Viléma Brunšvicko-Lüneburského a babička z matčiny strany Jiřího II.
- Alžběta Šarlota Falcká (1652–1722) byla druhá manželka vévody Filipa I. Orleánského (mladší bratr Ludvíka XIV. Francouzského). Prostřednictvím své dcery byla babičkou císaře Svaté říše římské Františka I., manžela Marie Terezie, a prababičkou Josefa II. a Leopolda II. (oba císaři Svaté říše římské) a Marie Antoinetty, poslední francouzské královny před Velkou francouzskou revolucí.[1]
- Marie Terezie (1717–1780), rakouská císařovna, byla jedinou panovnicí v dějinách habsburské monarchie. Její děti a vnoučata se provdaly za mnoho evropských panovníků a šlechticů.
- Joséphine de Beauharnais (1763–1814) byla císařovna manželka francouzského císaře Napoleona. Byla babičkou z matčiny strany Napoleona III. a prababičkou několika členů švédské a dánské královské rodiny.
- Marie Amálie Neapolsko-Sicilská (1782–1866) byla královna choť francouzského krále Ludvíka Filipa I. Je známá jako Grand-mère de l'Europe.[2]
- Královna Viktorie (1819–1901) byla královnou Spojeného království a císařovnou Indie.[3] Měla devět dětí, které se provdaly do královských rodin po celé Evropě. Po vypuknutí první světové války obsadila její vnoučata trůny Německa i Velké Británie.

## Další
- Louise Weissová (1893–1983) byla francouzská spisovatelka a politička v Evropské unii. Přízvisko si vysloužila nikoli pro svá vnoučata, ale pro její vlastní zlepšování fungování institucí Evropské unie.